# بوستا بولندا
بوستا بولندا (البولندية بوست) هو الإدارة البريدية الحكومية من بولندا ، التي يقع مقرها مقرها في وارسو . تأسست في عام 1558 ، وهي تقدم خدمات بريدية (رسائل وطرود) وخدمات مصرفية وتأمينية بالإضافة إلى خدمات لوجستية. توفر الشركة أيضًا خدمات رقمية مثل طابع جديد ، حرف جديد ، بطاقة بريدية جديدة ، يتم توفيرها من خلال منصة الإنترنت انفيلو .  
تعرف رسميًا باسم الشركة المساهمة للخدمات البريدية البولندية (Poczta Polska Spółka Akcyjna) ، ولديها شركتان فرعيتان كبيرتان : بوست بنك (Capital Group Poczta Polska)  و جمعية التأمين المتبادل البريدي(Pocztowe Towarzystwo Ubezpieczeń Wzajemnych). خزينة الدولة في بولندا هي المؤسس والمساهم الوحيد في البريد البولندي ، وهو من مسؤولية وزير الإدارة والرقمنة في بولندا .

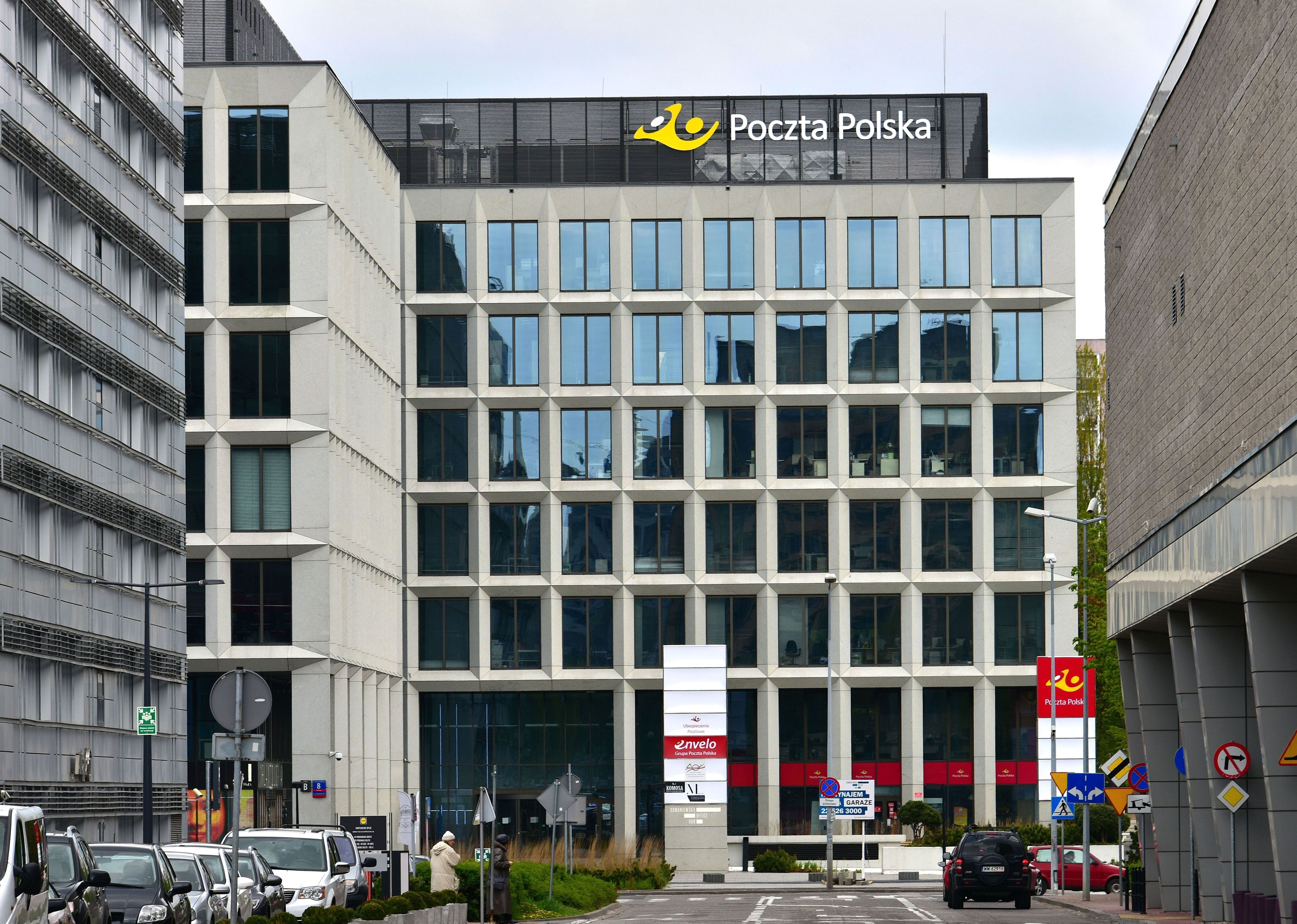
مقر Poczta Polska و Envelo في وارسو

## روابط خارجية
- الموقع الرسمي